# Ormiscaig
Ormiscaig (Schots-Gaelisch: Ormiscaig) is een dorp op de noordoostelijke oever van Loch Ewe in de Schotse lieutenancy Ross and Cromarty in het raadsgebied Highland.